# ترويج إعلامي

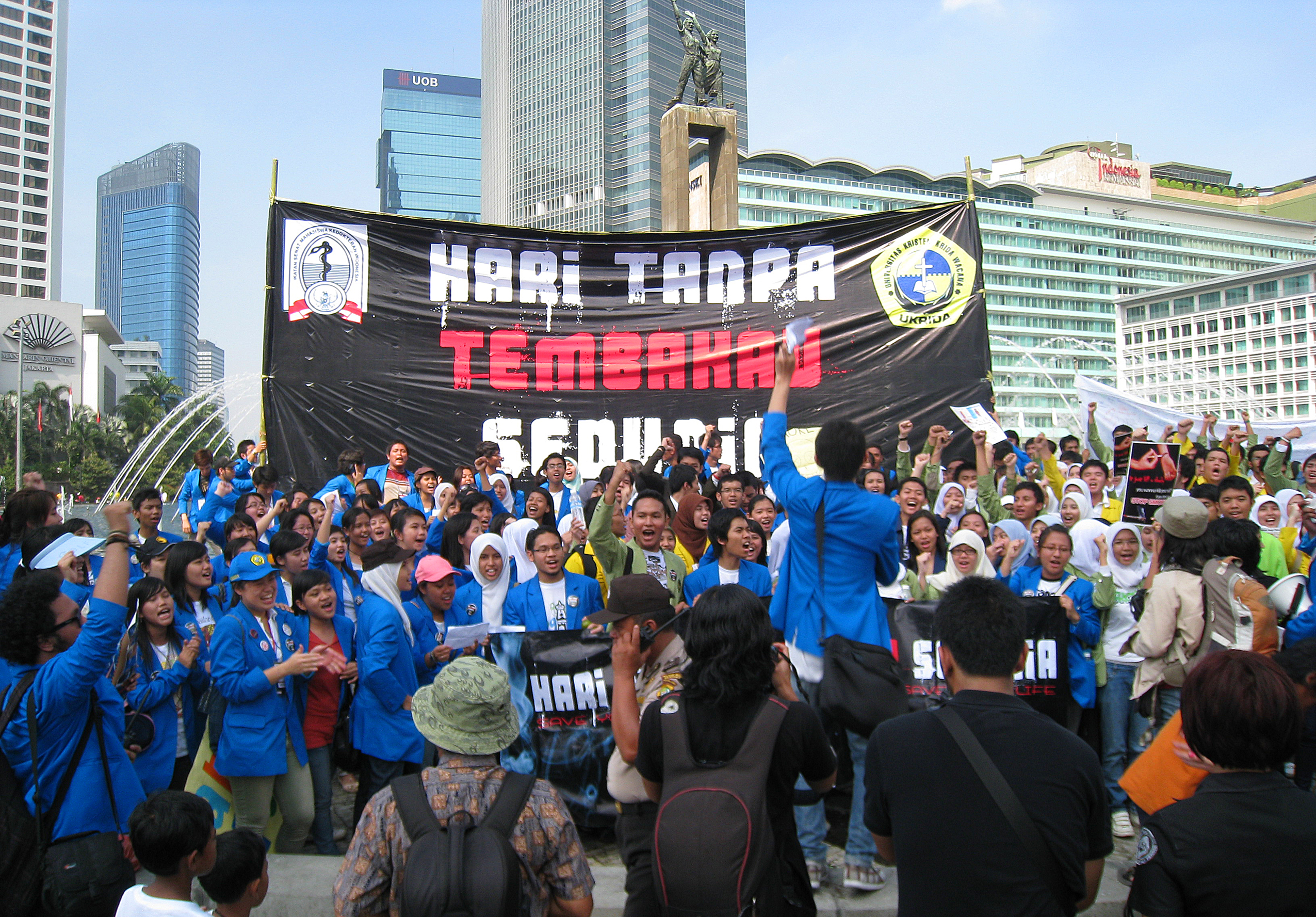

الترويج الإعلامي وتنظيم المعارض هي محاولة مدروسة للتحكم في تلقي العامة لموضوع ما. وتتضمن موضوعات الدعاية الأشخاص (على سبيل المثال السياسيين والفنانين) والسلع والخدمات والمؤسسات بجميع أنواعها والأعمال الفنية أو الترفيهية.
إن الدعاية هي محاولة جذب انتباه وسائل الإعلام وتحقيق الانتشار بين العامة، وتستلزم الإطراء والإشادة من جانب وسائل الإعلام، فلا يمكن أن تتم الدعاية داخليًا نظرًا لأنها تتطلب اهتمام وكيل الدعاية فهو الذي ينفذ عملية الدعاية. بينما تؤدي العلاقات العامة وظيفة الإدارة الإستراتيجية التي تساعد المؤسسة على التواصل وإقامة العلاقات مع الجمهور المهم والحفاظ على هذه العلاقات. ويمكن أن تتم مهام العلاقات العامة داخليًا دون استخدام وسائل الإعلام.
من وجهة النظر التسويقية، الدعاية هي أحد مكونات الترويج الذي بدوره يعد أحد مكونات التسويق.
أما العناصر الأخرى المكونة لـالمزيج التسويقي فهي الإعلان وترويج المبيعات والتسويق المباشر والبيع الشخصي. ومن بين أمثلة الأساليب الترويجية:
- المعارض الفنية
- تنظيم المعارض
- تنظيم المعارض والمؤتمرات
- رعاية الفعاليات
- نظم خطاب أو محادثة
- إجراء تحليل أو تنبؤ
- إجراء استطلاع رأي أو استقصاء
- إصدار تقرير
- اتخاذ موقف إزاء موضوع مثير للجدل
- الترتيب للإدلاء بشهادة
- إعلان التعيين في وظيفة
- اختراع جائزة وتقديمها
- تقديم مناقشة جدلية
- تنظيم جولة في شركتك أو مشروعاتك
- إصدار تزكية

وتتمثل مزايا الدعاية في انخفاض التكلفة والمصداقية (وخاصةً إذا كانت هذه الدعاية تُبث بين الفقرات الإخبارية مثل نشرات الأخبار التلفزيونية المسائية). ويُذكر أن التقنيات الحديثة مثل مدونات الويب وكاميرات الويب وشركاء الويب والتقارب (نشر الصور ومقاطع الفيديو الملتقطة بكاميرات الهواتف المحمولة على مواقع الويب) تغير بنية التكلفة. أما العيوب فهي انعدام التحكم في كيفية استخدام الإصدارات والإحباط الناتج عن انخفاض نسبة الإصدارات التي تشهرها وسائل الإعلام.
تعتمد الدعاية على العديد من الأفكار الرئيسية التي تتضمن الميلاد والحب والوفاة. فهذه الأفكار تلقى اهتمامًا خاصًا نظرًا لأنها موجودة بكثرة في الحياة الإنسانية على مدار الحياة. فقد ظهر العديد من الأزواج في المسلسلات التلفزيونية خلال فترات الدعاية المهمة والتي لها تصنيفات مهمة كطريقة لتصدر العناوين الرئيسية باستمرار. وقد يكون التزاوج حقيقيًا أو لا، ويُعرف ذلك أيضًا باسم الحيلة الدعائية.

## وكلاء الدعاية
وكيل الدعاية هو شخص وظيفته إنتاج وإدارة الدعاية لمنتج أو شخصية عامة، وخاصة المشاهير، أو عمل مثل كتاب أو فيلم أو فريق غنائي. وقد يعمل وكلاء الدعاية في الشركات الكبيرة أو الشركات الصغيرة.
على الرغم من أن هناك جوانب عديدة لوظيفة وكيل الدعاية، إلا أن مهمته الرئيسية هي إقناع الصحافة بكتابة تقارير عن عملائه بأكثر طريقة إيجابية ممكنة. ويبرع وكلاء الدعاية في تحديد واستخراج الجوانب «ذات الأهمية الإخبارية» الجديرة بالنشر في المنتجات والشخصيات ليقدموها للصحافة كأفكار ممكنة للتحقيق الصحفي. ويقدم وكلاء الدعاية هذه المعلومات للمراسلين الصحفيين بالصيغة الخاصة بمجلة أو صحيفة أو برنامج تلفزيوني أو إذاعي أو منفذ عبر الإنترنت. أما الجانب الثالث من وظيفة وكيل الدعاية فهو صياغة «أخبار» عن عملائه في الوقت الملائم في الدورة الإخبارية بالمنفذ الإعلامي.
يُصنف وكلاء الدعاية في أغلب الأحيان ضمن الذراع التسويقي للشركة. والتسويق هو أي نشاط تقوم به الشركة لجعل منتجها يصل إلى أيادي العملاء الذين يدفعون مقابله. وتستغل الدعاية على وجه الخصوص الرأي الموضوعي للمراسل الصحفي في نشر القصة الإخبارية. ووكيل الدعاية المتمرس هو الذي يعرف كيف يقدم قصة ذات أهمية إخبارية جديرة بالنشر بطريقة توحي بالتغطية التحريرية في اتجاه معين. ويُشار إلى ذلك بوجه عام بـ «نسج القصة» ولكن هذا ليس له أية دلالة سلبية، فهو يعني القدرة الشديدة على تقديم قصة إخبارية بطريقة تلائم منفذ إعلامي ما في الوقت المناسب.1

## فعالية الدعاية
لقد تمت صياغة النظرية القائلة بأن أية تغطية صحفية هي تغطية صحفية مفيدة لوصف المواقف التي أثمرت فيها السلوكيات الخاطئة لبعض الأشخاص العاملين لدى مؤسسة أو اسم تجاري ما عن نتائج إيجابية بسبب الشهرة والتغطية الصحفية الناجمة عن مثل هذه الأحداث.
ومن أمثلة ذلك، الحملة الإعلانية التي أطلقها مجلس السياحة الأسترالي تحت عنوان «أين أنت بحق الجحيم؟ (So where the bloody hell are you?)» التي مُنعت في البداية في المملكة المتحدة، إلا أن كم الدعاية والانتشار الذي حققته هذه الحملة أدى إلى إغراق موقع الويب الرسمي للحملة بسيل من الطلبات لمشاهدة الإعلان الممنوع من العرض.
وقد حقق المسلسل الكوميدي الشهير متزوج... وعندي أطفال (Married... with Children) مرتبة فائقة بعد أن قدم الناشط تيري راكولتا (Terry Rakolta) التماسًا للجهات الراعية بسحب دعمها من البرنامج. [بحاجة لمصدر]